# Torre del Turó de la Talaia (Onda)
La Torre del Turó de la Talaia situada en el turó del mateix nom en el terme municipal d'Onda, Plana Baixa, correspon a una torre de vigilància d'època musulmana, encara que alguns l'atribueixen al període romà.
Se situa en el cim d'un pujol de pronunciat pendent pertanyent a la Pedrissa, sobre el llit del riu Millars i està visualment comunicada amb el Castell.
La torre és cilíndrica i presenta una altura d'aproximadament 5 metres, formada per blocs de pedra amb argamassa.
Aquesta torre va tenir la funció de vigía i custòdia del camí de ferradura, presumible via romana, que discorria als seus peus, a través de les muntanyes de la Pedrissa.
Es troba sota la protecció de la Declaració genèrica del Decret de 22 d'abril de 1949, i la Llei 16/1985 sobre el Patrimoni Històric Espanyol, catalogant-se en l'actualitat com Bé d'interès cultural, amb codi 12.06.084-005 de la Direcció general de patrimoni Artístic de la Generalitat Valenciana.